# Избори в Северна Македония
Изборите в Северна Македония започват да се провеждат свободно с въвеждането на политическия плурализъм в тогавашната Социалистическа република Македония през 1989 година, когато е разрешено създаването на политически партии. През 1990 година са проведени първите свободни и многопартийни избори. В Северна Македония се провеждат избори за депутати в Събранието на Северна Македония, за президент на републиката и местни избори за кметове и общински съветници.

## Президентски избори
В съответствие с тогавашната конституция, на 27 януари 1991 година Събранието на Социалистическа република Македония избира Киро Глигоров за президент на страната. След отделянето на Република Македония като независима държава първите президентски избори се провеждат през 1994 година.
- Президентски избори в Република Македония (1994)
- Президентски избори в Република Македония (1999)
- Президентски избори в Република Македония (2004)
- Президентски избори в Република Македония (2009)
- Президентски избори в Република Македония (2014)
- Президентски избори в Северна Македония (2019)
- Президентски избори в Северна Македония (2024)

## Парламентарни избори
След въвеждането на политическия плурализъм в републиката са провеждат пет редовни и четири предсрочни парламентарни избори (през 2008, 2011, 2014 и 2016 година). Първите парламентарни избори са проведени, когато републиката все още е в състава на СФР Югославия, а останалите след обявяването на независимост през 1991 година.
- Парламентарни избори в Република Македония 1990
- Парламентарни избори в Република Македония 1994
- Парламентарни избори в Република Македония 1998
- Парламентарни избори в Република Македония 2002
- Парламентарни избори в Република Македония 2006
- Парламентарни избори в Република Македония 2008
- Парламентарни избори в Република Македония 2011
- Парламентарни избори в Република Македония 2014
- Парламентарни избори в Република Македония 2016
- Парламентарни избори в Северна Македония (2020)
- Парламентарни избори в Северна Македония (2024)

## Местни избори
- Местни избори в Република Македония (1990)
- Местни избори в Република Македония (1996)
- Местни избори в Република Македония (2000)
- Местни избори в Република Македония (2005)
- Местни избори в Република Македония (2009)
- Местни избори в Република Македония (2013)
- Местни избори в Република Македония (2017)
- Местни избори в Северна Македония (2021)

## Референдуми
Два пъти са провеждани референдуми по въпроси, свързани с държавата. Първият референдум е през 1991 година, по искане на тогавашното Събрание на Република Македония, а през 2004 година по искането на поне 100 000 избиратели.